# Тезисы по социалистическому аграрному вопросу в нашей стране
Тезисы по социалистическому аграрному вопросу в нашей стране (кор. 우리나라사회주의농촌문제에관한 테제), также известно как Сельские тезисы или Тезисы по социалистическому сельскому вопросу в нашей стране — трактат Ким Ир Сена, первого лидера Северной Кореи, написанный им в 1964 году. 
Работа содержит одно из самых громких заявлений, связанных с изменениями в северокорейской сельскохозяйственной политике, а сами изменения изменили тип сельского хозяйства страны из традиционного в современный. Урожайность была увеличена, но возникли некоторые экологические проблемы, такие как обезлесение. 
В тезисах изложено заявление Движения трех революций Ким Ир Сена о сельском хозяйстве. Три революции — идеологические, культурные и технологические достижения в области сельского хозяйства. Эта работа стала культовой и упоминалась в других важных текстах, таких как работы правителей Северной Кореи.

## Обзор
Тезисы излагают структуру аграрной и экологической политики Северной Кореи, которая на тот момент являлась традиционной. Большая часть этой политики с тех пор остается неизменной. Тезисы были сменой парадигмы в том, как рассматривалась северокорейская сельскохозяйственная политика.
Роберт Уинстенли-Честерс описывает книгу следующими словами:

Редкая вещь среди северокорейских текстов, фрагмент острого и систематического мышления и умения писать.Оригинальный текст (англ.)Rare thing among North Korean texts, a piece of acutely coherent and systematic writing and thinking
Это делает северокорейскую сельскохозяйственную политику «доступной и понятной для аналитического обзора», что противоречит тому, как СМИ описывают Северную Корею, подчеркивая «недоступность» Северной Кореи.
Работа была опубликована, помимо корейского, на английском, французском, испанском, немецком, арабском, а также на датском языках.

## История
В августе 1962 года, Ким Ир Сен возглавил совместную конференцию местных партийных и экономических чиновников, которая прошла в Чхансоне, Пхёнан-Пукто. Именно на этом собрании была создана идея о написании тезисов. Тезисы были официально приняты восемью пленумами Центрального комитета Трудовой партии Кореи 25 февраля 1964 года.

## Три революции в сельском хозяйстве
Согласно книге, развитие сельского хозяйства должно было быть осуществлено путём применения Движения трех революций: идеологических, культурных и технологических изменений в стране. Культурная реформа была продолжением объединением коллективов в более крупные единицы. Технологические проекты включали интенсификацию использования химических веществ и специального оборудования. Тезисы подняли сельское хозяйство в иерархическом статусе, поставив «крестьянство над городским рабочим классом, сельское хозяйство над промышленностью и сельское население над городом» с целью устранения «различий между рабочим классом и крестьянством». Тезисы стремились не только к увеличению сельскохозяйственного производства, но и к социальному превращению крестьян в «социалистических фермеров».